# Société anonyme des Charbonnages du Bois d'Avroy

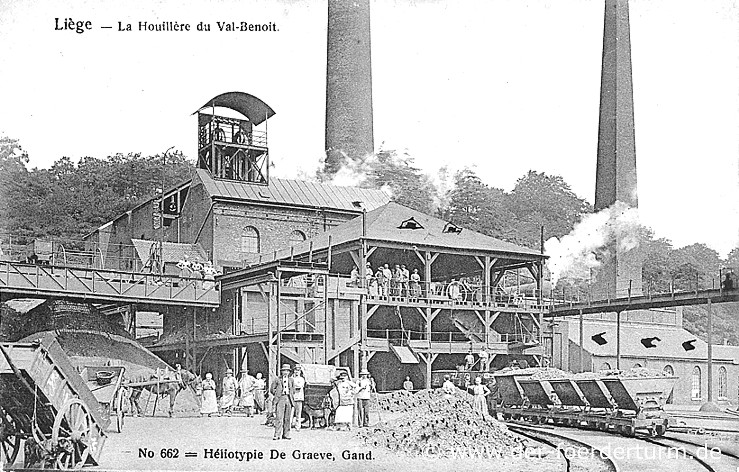
De mijn van Val-Benoît, begin 20e eeuw

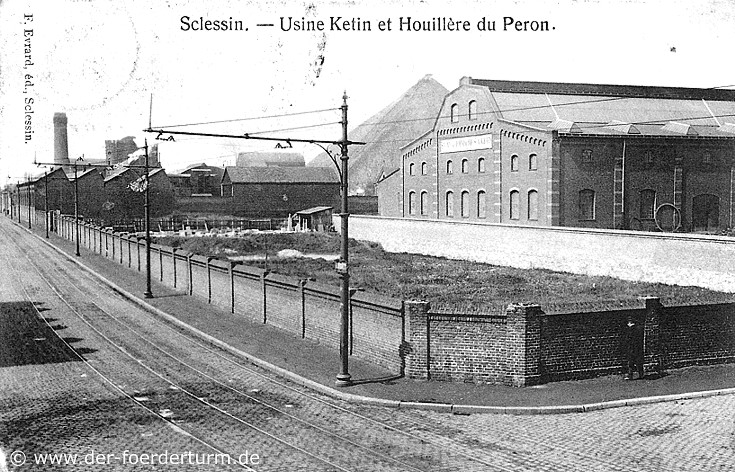
De mijn van Perron en zijn terril

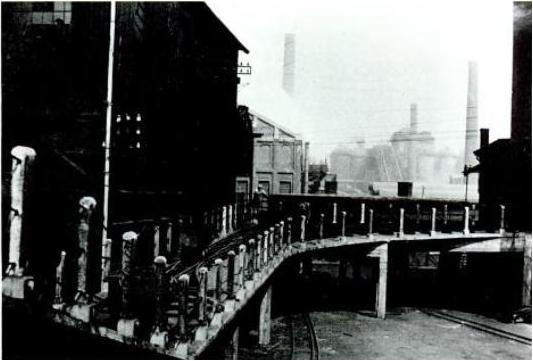
De mijn van Grand Bac in 1927

De Société anonyme des Charbonnages du Bois d'Avroy is een voormalige steenkoolmijnbouwmaatschappij die actief was in het Luiks steenkoolbekken.
De maatschappij was actief in Luik, Sclessin, Angleur, in de Maasvallei en onder de heuvels van Cointe en Sart-Tilman.
In het westen bevond zich de concessie van de Société anonyme des Charbonnages de Gosson-Kessales; in het zuiden die van de Société anonyme d'Ougrée-Marihaye.

## Geschiedenis
De maatschappij ontstond in 1885, door de fusie van de Société anonyme du Charbonnage de Sclessin en de Société anonyme des Charbonnages du Val-Benoît.

### Société anonyme du Charbonnage de Sclessin
Een aantal personen, waaronder John Cockerill, vroegen in 1827 een concessie aan op het gebied van Sclessin, en deze werd in 1830 verleend. In 1835 werd de maatschappij daadwerkelijk opgericht. In 1837 werd nog de concessie van La Batterie verworven, die echter niet ontgonnen werd en in 1859 werd verkocht aan de 
Société anonyme des Charbonnages de Bonne-Espérance et Batterie.
De maatschappij ontwikkelde zich echter sterk in de richting van de ontginning van ijzererts en het hoogoverbedrijf en aldus ontstond in 1837 de Société anonyme des Charbonnages et Hauts Fourneaux de Sclessin. In 1885 werd de steenkooltak opgenomen in de Société anonyme des Charbonnages du Bois d'Avroy.

### Société anonyme des Charbonnages du Val-Benoît
In 1810 werd de Charbonnage du Val-Benoît opgericht, met concessies in Luik (Val-Benoît) en Angleur. De belangrijkste aandeelhouders, met name John Cockerill, waren meer geïnteresseerd in de belangen van de Société anonyme des Charbonnages et Hauts Fourneaux de Sclessin, zoals gezegd voornamelijk een hoogovenbedrijf.
In 1847 werden twee nieuwe mijnzetels geopend: Grand Bac en Perron. In 1856 werd de bedrijfsvorm omgezet in een naamloze vennootschap. In de jaren '80 van de 19e eeuw kreeg de maatschappij met moeilijkheden te maken, zoals wateroverlast in de Grand Bac, en voortdurende verliezen. In 1887 werden de werkzaamheden hervat onder verantwoordelijkheid van de Société anonyme des Charbonnages du Bois d'Avroy.

### Société anonyme des Charbonnages du Bois d'Avroy
In 1827 kwam de Charbonnage du Bois d'Avroy tot stand, welke steenkool won onder de heuvel van Avroy. Deze maatschappij ging in 1885 ook op in de Société anonyme des Charbonnages du Bois d'Avroy, maar de productie ervan werd gestaakt in 1939. In 1949 beëindigden Grand Bac en Perron de productie. In 1959 werd ook Val-Benoît stilgelegd, waarmee aan de steenkoolwinning van de maatschappij voorgoed een einde kwam.
Van de mijngebouwen is niet veel meer over. De heuvel van Avroy is doorzeefd met mijngangen en dergelijke, en verzakkingen doen zich daar soms nog voor.